# The Counter Jumper
The Counter Jumper er en amerikansk stumfilm fra 1922 af Larry Semon.

## Medvirkende
- Larry Semon som Larry
- Lucille Carlisle som Glorietta Hope
- Oliver Hardy som Gaston Gilligan
- Curtis McHenry
- Eva Thatcher
- Jack Duffy